# 로럴 클라크
로럴 블레어 샐턴 클라크(Laurel Blair Salton Clark, 1961년 3월 10일 ~ 2003년 2월 1일)는 미국의 우주인으로 컬럼비아 호에 미션 스페셜리스트로 탑승했다가 컬럼비아 우주왕복선 공중분해 사고로 사망했다.